# 아누셰흐 안사리

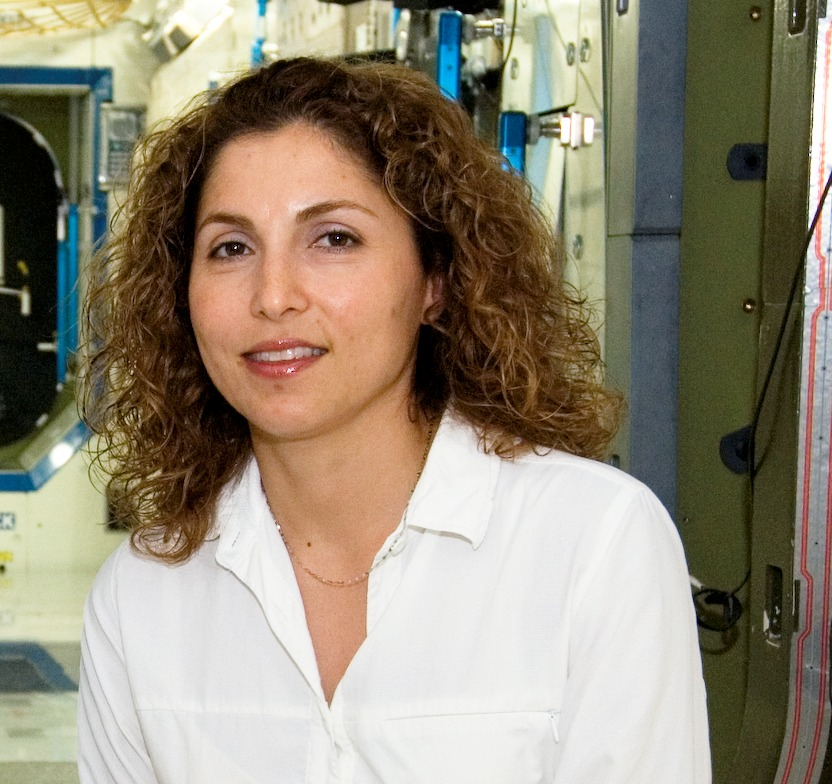
아누셰흐 안사리

아누셰흐 안사리(Anousheh Ansari, 1966년 9월 12일 ~ )는 미국의 기술자로, 프로디아 시스템스 (Prodea Systems)의 설립자이자 최고 경영자이다. 막대한 자산을 보유한 자산가이며, 실력 있는 젊은 사업가로 알려져있다. 민간 여성 세계 최초의 우주 여행자이다.

## 학력
- 미국 조지 워싱턴 대학교 학사
- 미국 조지 메이슨 대학교 대학원 석사